# Paul Desmond

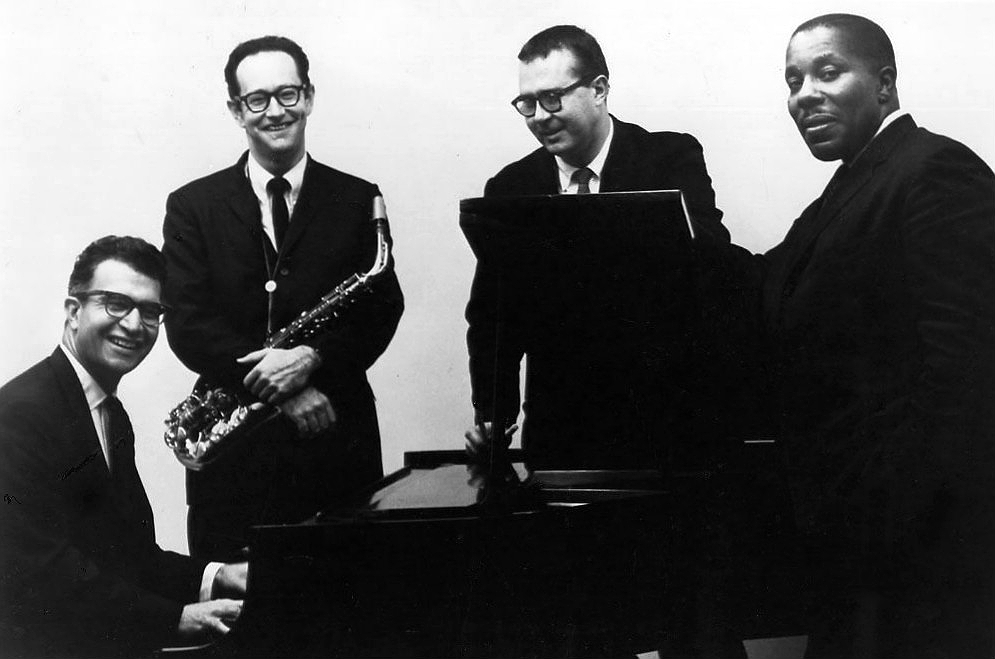
Dave Brubeck Quartet

Paul Desmond (San Francisco, Kalifornia, 1924. november 5. – New York, 1977. május 30.) a dzsessztörténet egyik kiemelkedő szaxofonosa, a Take Five zeneszerzője volt.

## Diszkográfia

### Stúdiófelvételek
- Sweet Paul, Vol. 1 (1950, Philology)
- Gerry Mulligan Quartet / Paul Desmond Quintet (1952, Fantasy)
- Featuring Don Elliott (1956, Fantasy)
- Paul Desmond Quintet Plus the Paul Desmond Quartet (1956, Original Jazz Classics)
- Blues In Time (1957, Fantasy)
- First Place Again (1959, Warner Bros.)
- East of the Sun (1959, Discovery)
- Paul Desmond and Friends (1959, Warner Bros.)
- Desmond Blue (1961, BMG)
- Two of a Mind with Gerry Mulligan (1962, Bluebird)
- Glad to Be Unhappy (1963, RCA)
- Take Ten (1963, Bluebird, RCA)
- Bossa Antigua (1964, RCA)
- Easy Living (1966, Bluebird)
- Summertime (1968, A&M)
- Bridge Over Troubled Water (1969, A&M)
- Skylark (1973, Sony)
- Pure Desmond (1975, Columbia)

### Koncertfelvételek
- Paul Desmond & Modern Jazz Quartet In Concert (1971, Legacy)
- The Paul Desmond Quartet Live (1975, A&M)
- Like Someone In Love (1975, Telarc)
- Edmonton Festival 1976 (2008, Gambit)

### Gyűjtemények és újra kiadottak
- Late Lament (1987, Bluebird)
- Polka Dots and Moonbeams (1991, Bluebird)
- The Ballad of Paul Desmond (1997, BMG International)
- Feeling Blue (1997, Camden)
- From the Hot Afternoon (2000, A&M)
- Cool Imagination (2002, Bluebird)
- Desmond Meets Mulligan (2005, BMG Japan)